# Volano (Trentino)
Volano (deutsch veraltet: Nussdorf; im trentinischen Dialekt: Volam bzw. Òlam) ist eine italienische Gemeinde (comune) mit 3118 Einwohnern (Stand 31. Dezember 2023) in der Provinz Trient, Region Trentino-Südtirol. 

## Geographie
Volano liegt etwa 13 Kilometer südlich von Trient im Vallagarina an der orographisch linken Seite der Etsch. Nachbargemeinden sind Calliano, Nomi, Pomarolo und Rovereto. Volano ist Teil der Talgemeinschaft Comunità della Vallagarina.

## Geschichte
Erstmals erwähnt wurde der Ort im 8. Jahrhundert in der Historia Langobardorum von Paulus Diaconus als Avolano bzw. Avolani.

## Verkehr
Durch die Gemeinde führt die Strada Statale 12 dell’Abetone e del Brennero (Brennerstraße) von Pisa kommend zur österreichischen Grenze.

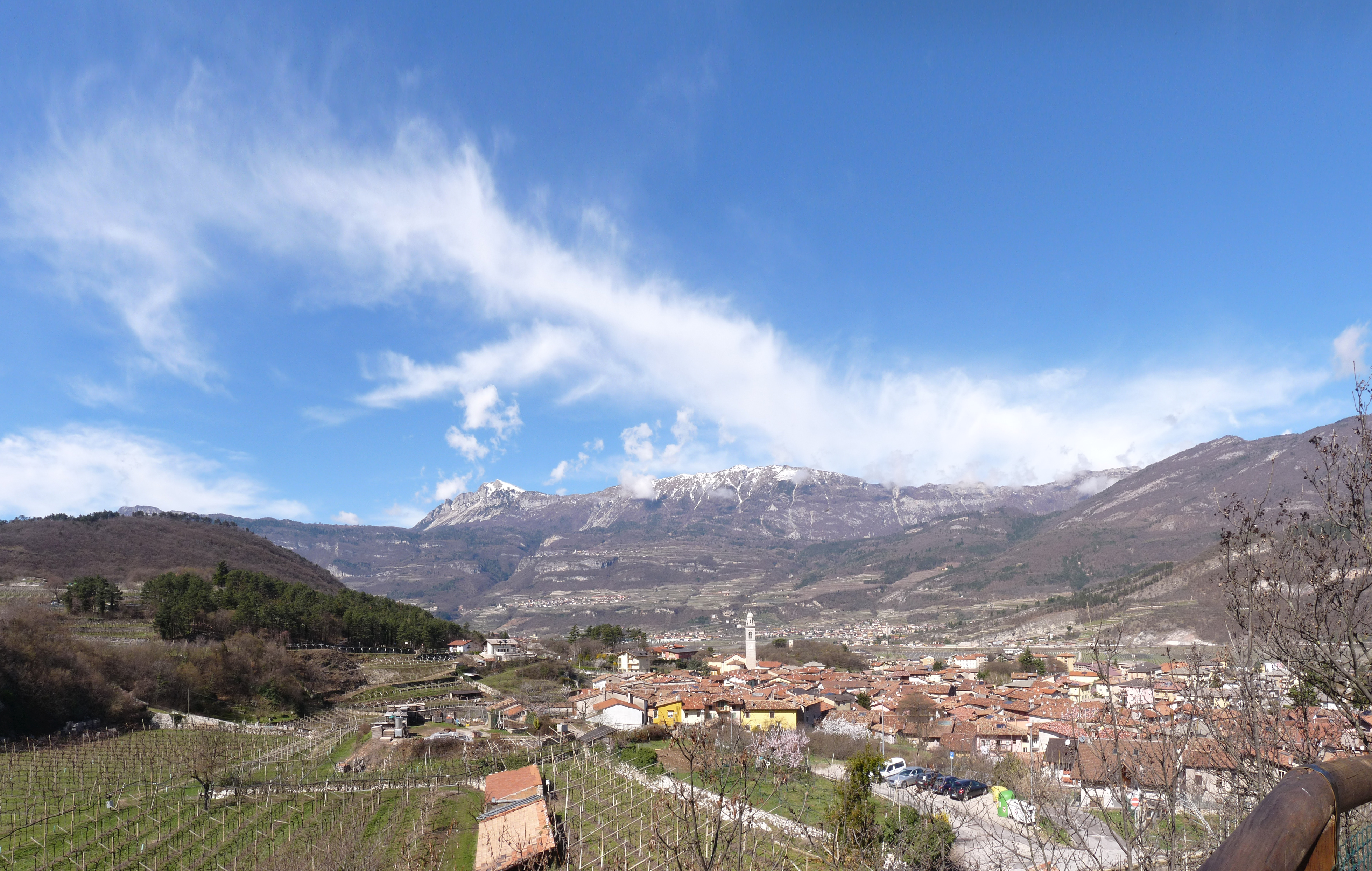
Volano mit dem Monte Stivo im Hintergrund
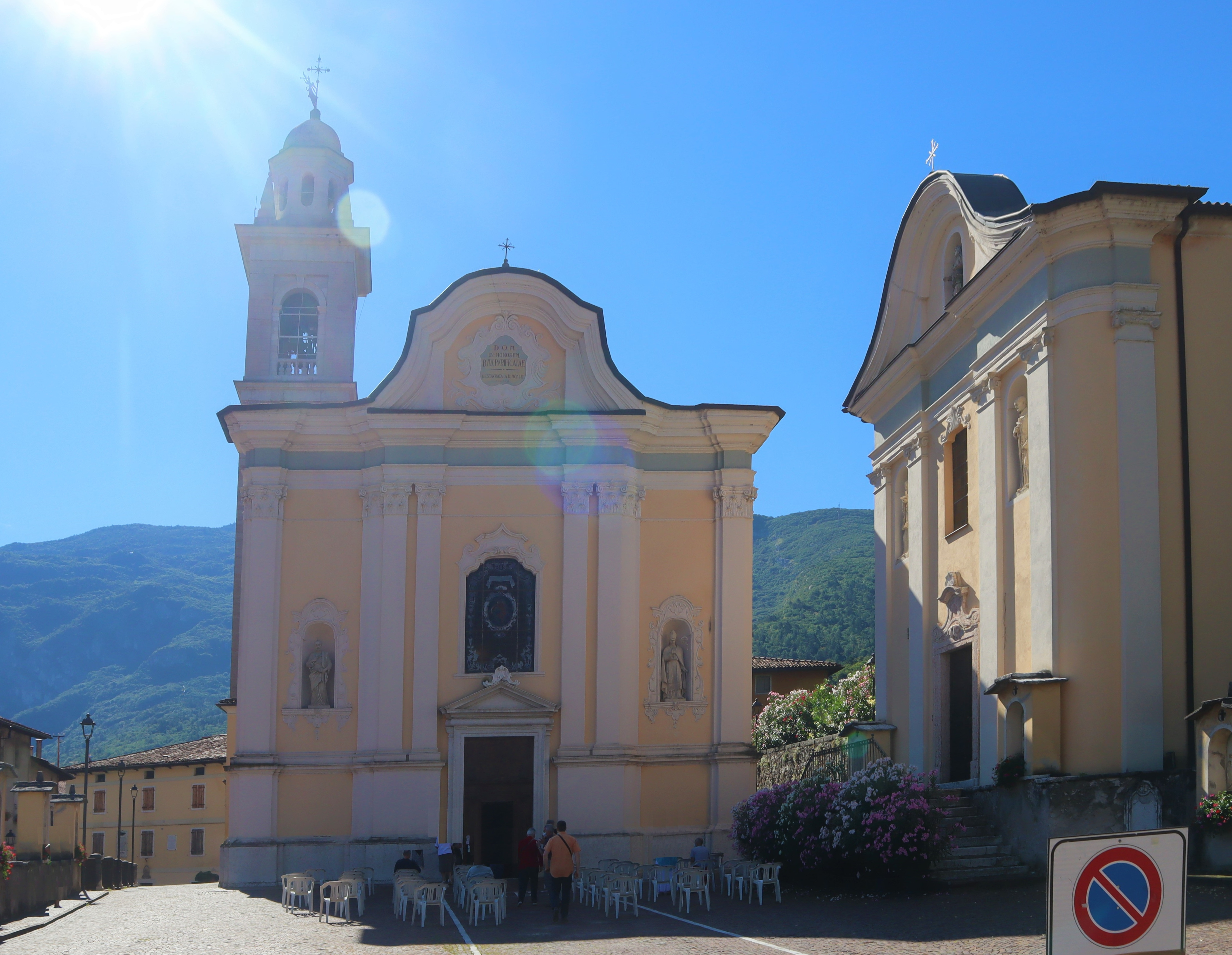
Pfarrkirche (links) und Oratorium (rechts)
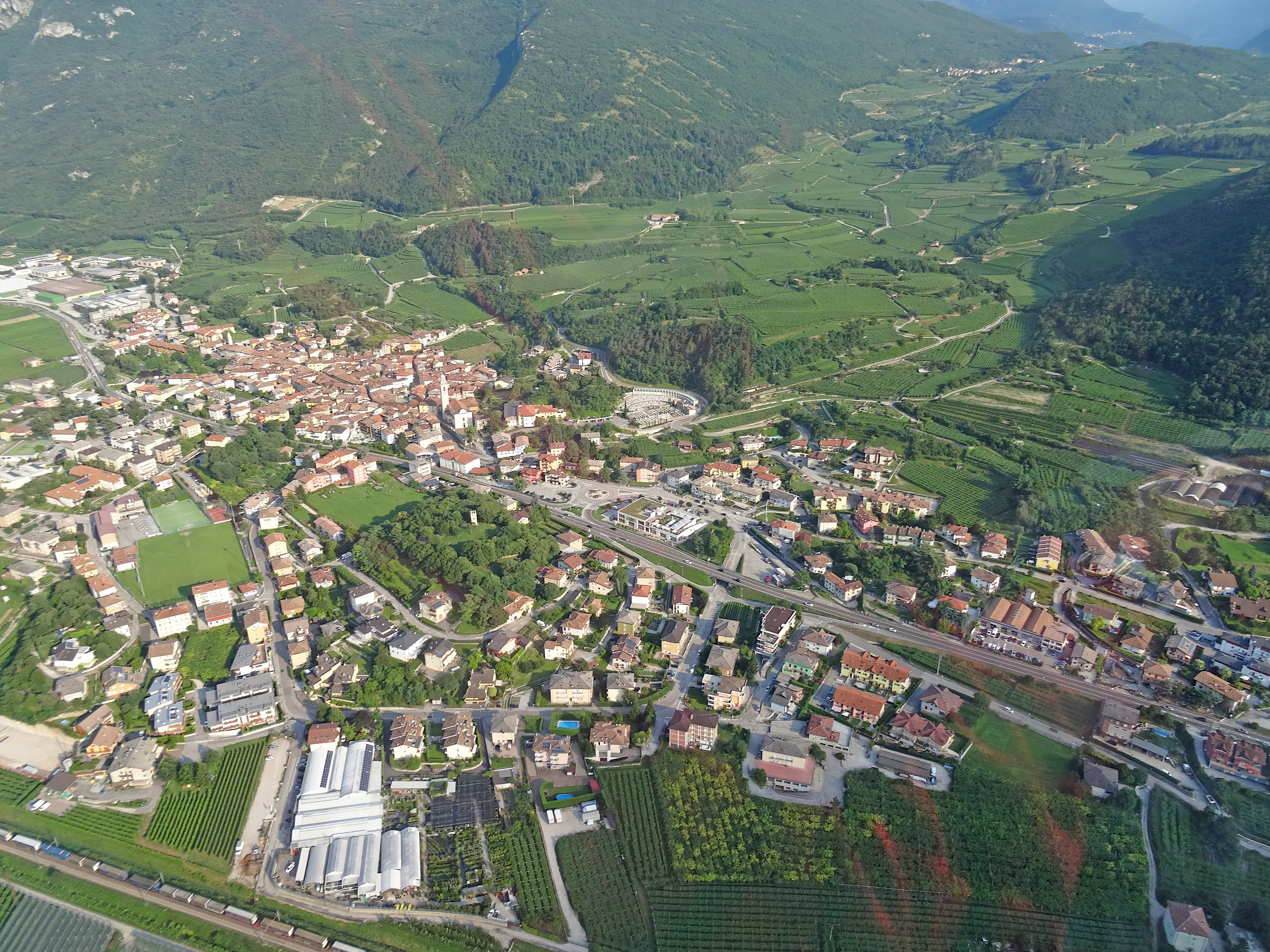
Luftbild
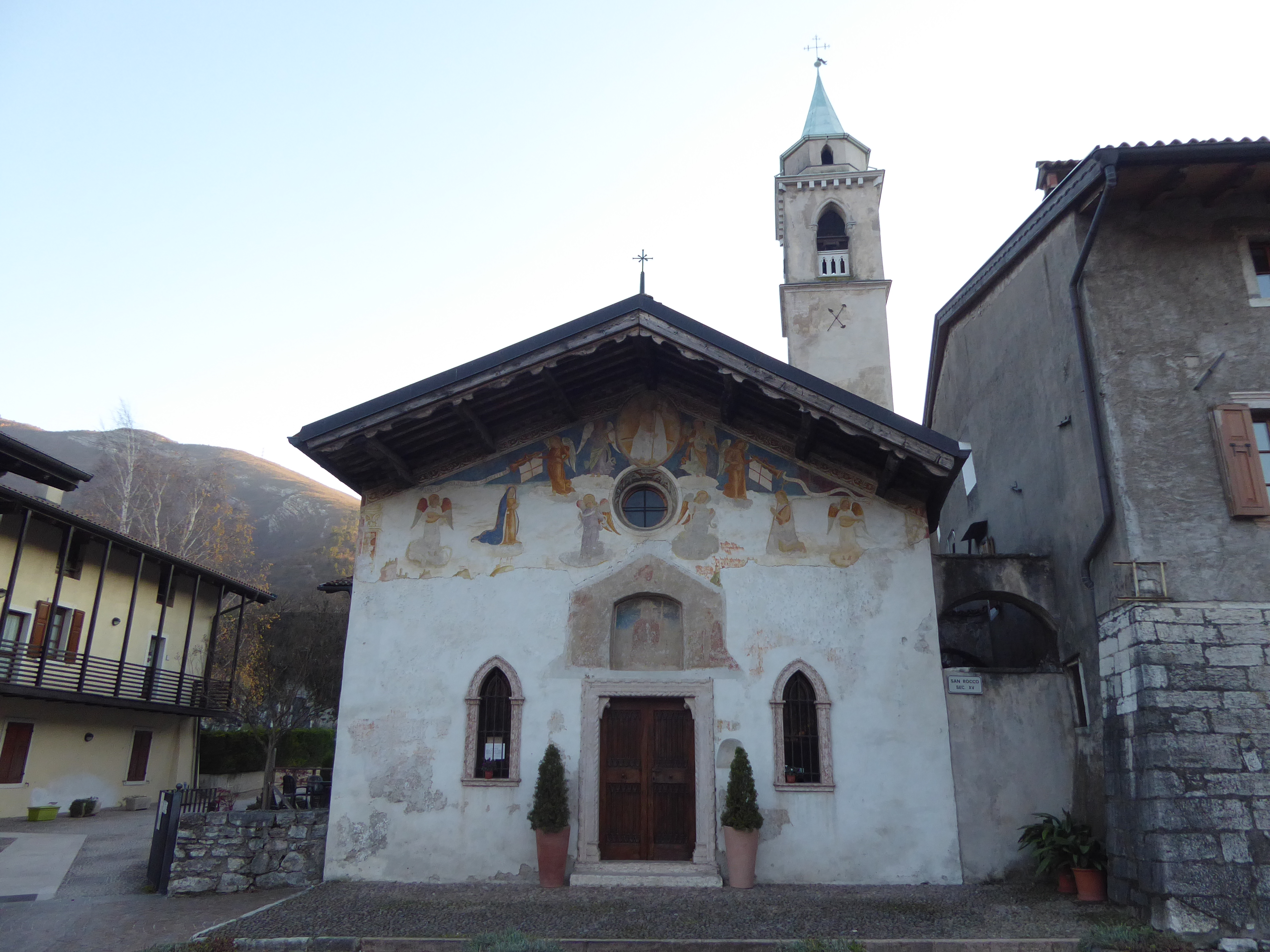
Rochuskapelle